# Áreas Protegidas do Equador

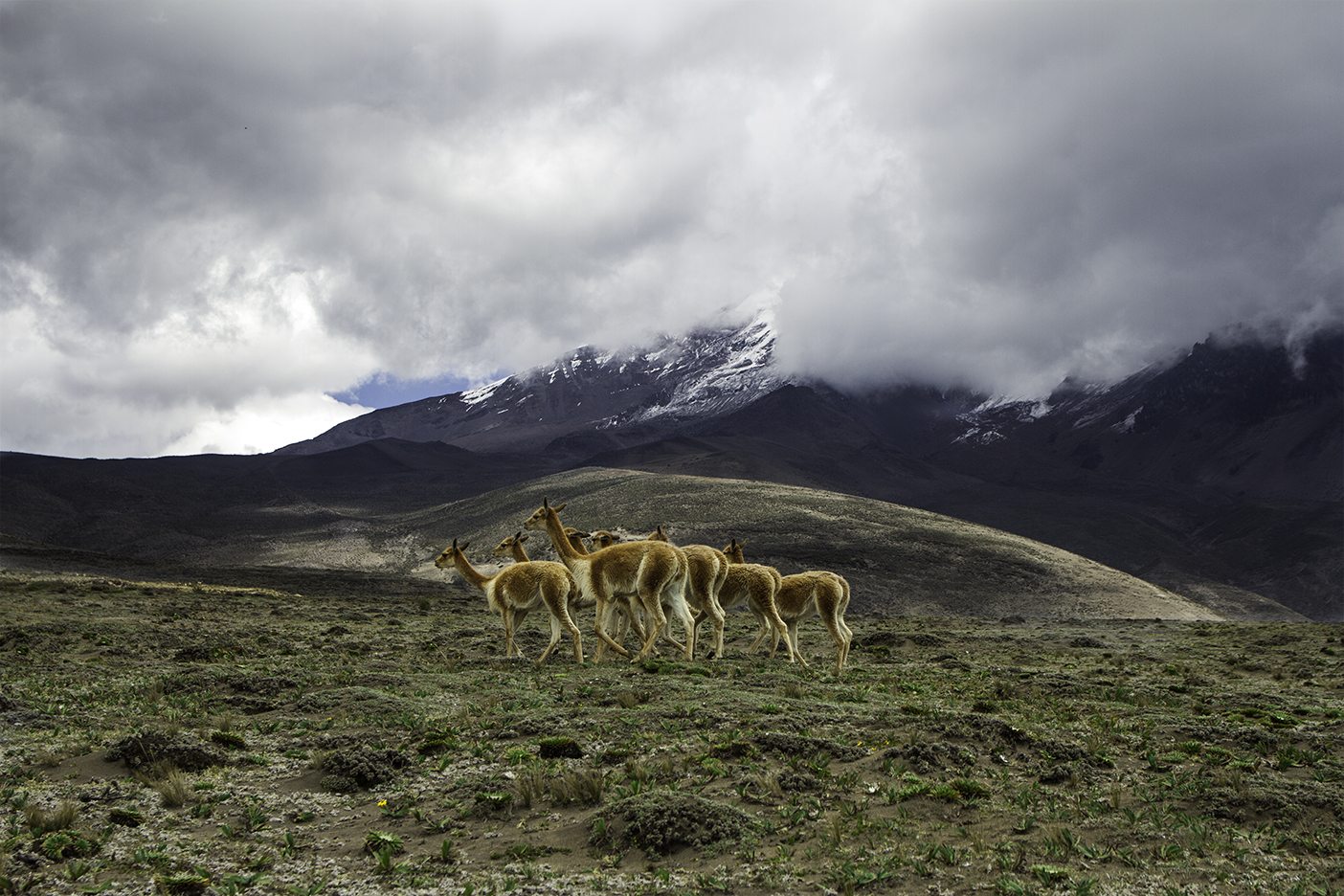
Vicunhas, na Reserva de Produção de Fauna Chimborazo, uma área protegida equatoriana.

As áreas protegidas do Equador são áreas protegidas, e como tal são áreas naturais que beneficiam de um regime regulatório especial com o objetivo de proteger seu patrimônio natural, incluindo elementos de caráter biológico, histórico, geológico e cultural.
Essas áreas formam o Sistema Nacional de Áreas Protegidas do Equador (SNAP) que compreende 19,1 milhões de hectares, que correspondem aproximadamente a 19% do território nacional do país.

## Composição do Sistema

### Parques Nacionais
Os Parques Nacionais são áreas naturais terrestres ou marinhas, com superfícies médias ou grandes, que incluem um ou mais ecossistemas ou formações vegetais em estado natural ou com muito leve alteração, e que podem incluir recursos histórico-culturais integrados em ambientes naturais nos quais existe uma boa representação da diversidade de espécies e dos recursos genéticos silvestres.

### Reservas Biológicas
As Reservas Biológicas são áreas naturais terrestres e/ou marinhas de tamanho variável, que contêm um conjunto de ecossistemas ou macroecossistemas intactos ou muito bem conservados, com pouca intervenção humana. Grande diversidade de espécies e de recursos genéticos silvestres estão representados na área.

### Reservas Ecológicas
As Reservas Ecológicas são áreas naturais terrestres e/ou marinhas geralmente grandes. que podem incluir um ou vários ecossistemas ou formações vegetais em estado natural ou com alteração média. Beneficiam de importância nacional ou regional para o manejo e utilização sustentável dos recursos naturais, em benefício das comunidades humanas ancestrais presentes no momento de seu estabelecimento.

### Reservas Geobotânicas
Uma Reserva Geobotânica é uma área de extensão variada, consagrada à conservação da flora e dos recursos geológicos. Incluem territórios com diversos ecossistemas, paisagens e formações geológicas únicas, a fim de assegurar a continuidade dos processos naturais de evolução; e em alguns casos exigem a recuperação das áreas afetadas pela intervenção humana. Por causa de seu valor histórico, cultural, paisagístico e científico, proporcionam oportunidades de lazer, turismo e educação para os visitantes nacionais e estrangeiros. É um banco de genes de espécies de flora e fauna em perigo de extinção.

### Reserva de Produção de Fauna
Uma Reserva de Produção de Fauna é uma superfície de território de uma extensão mínima de mil hectares. com as seguintes características e propósitos:
- Contêm habitats espécies de fauna silvestre de valor econômico.
- Compreende territórios que têm servido para a caçada de subsistência de comunidades ou grupos nativos do país.
- Sob o correspondente manejo ou ordenamento, promove-se a investigação e desenvolve-se a alavancagem e produção de animais vivos e elementos da fauna silvestre, para caçada desportiva, de subsistência ou comercial; e,
- Em conformidade com as normas correspondentes, permite-se a entrada de visitantes, caçadores e coletores de fauna silvestre ou de elementos de subsistência dessa natureza.

### Refúgio de Vida Silvestre
Um Refúgio de Vida Silvestre de Equador é um área silvestre terrestre e/ou marinha geralmente pequena, que contém resquícios de ecossistemas originais, formações vegetais ou habitat naturais, ou muito pouco alteradas, na qual ocorre o manejo da vida silvestre com o objetivo de garantir a permanência de espécies importantes ou grupos de espécies de vida silvestre, residente ou migratória. Os refúgios de vida silvestre também são criados para proteger o patrimônio genético de espécies silvestres em risco de extinção.

### Reserva Marinha
Uma Reserva Marinha compreende toda zona marinha dentro de uma faixa de 40 milhas náuticas, medidas a partir das linhas de base do Arquipélago e dentro das águas interiores, e inclui a coluna de água, o fundo marinho e o subsolo.

### Área Nacional de Recreação
Uma Área Nacional de Recreação corresponde a unidades continentais e/ou marinhas de extensão variável, que contêm fundamentalmente paisagens naturais intactas ou alteradas, de valor cênico, educativo, turístico e recreativo de importância nacional e internacional. Os recursos da área têm a capacidade de suportar o turismo e contribuem para o desenvolvimento de povoados locais, com base no turismo de natureza.